# Heinrich Lauterbach (Politiker)

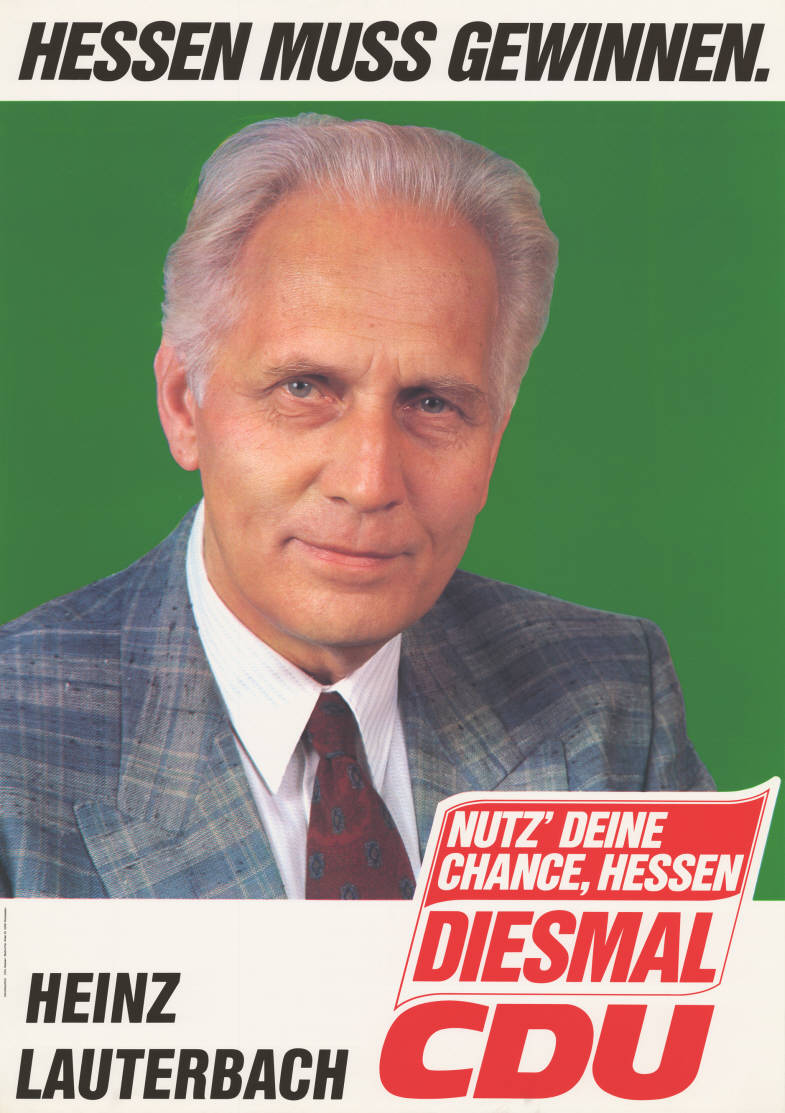
Kandidatenplakat zur Landtagswahl in Hessen 1987

Heinrich Lauterbach (* 24. September 1925 in Neunkirchen; † 26. Juni 1996 in Wiesbaden) war ein deutscher Pädagoge und Politiker (CDU).

## Leben und Beruf
Nach dem Schulbesuch in Wuppertal-Barmen wurde Lauterbach 1943 zur Wehrmacht eingezogen und nahm anschließend als Soldat am Zweiten Weltkrieg teil. Während des Krieges wurde er sowohl bei der Kriegsmarine, als auch beim Heer eingesetzt. Zuletzt erlitt er eine Verwundung und geriet in sowjetische Gefangenschaft, aus der er 1945 entlassen wurde.
Lauterbach setzte nach der Rückkehr aus der Kriegsgefangenschaft seine schulische Ausbildung fort. Nach dem Abitur 1946 in Frankfurt am Main absolvierte er eine Maurerlehre, die er 1948 mit der Facharbeiterprüfung abschloss. Anschließend nahm er ein Studium der Geschichte, Germanistik, Geographie und Philosophie an den Universitäten in Mainz und Frankfurt am Main auf, das er 1954 mit dem ersten und 1956 mit dem zweiten Staatsexamen beendete. Im Anschluss folgte eine Tätigkeit als Assessor an der Goetheschule in Neu-Isenburg.
Lauterbach trat 1959 als Studienrat in den gymnasialen Schuldienst ein und war zunächst als Lehrer an der Lichtenbergschule in Darmstadt tätig. 1966 wechselte er wieder zur Goetheschule nach Neu-Isenburg und wurde dort als Oberstudiendirektor deren Schulleiter. Von 1970 bis 1974 wirkte er dann als Leiter der Lichtenbergschule Darmstadt. Daneben war er von 1964 bis 1971 stellvertretender Vorsitzender des hessischen Philologenverbandes. Außerdem war er von 1968 bis 1982 Aufsichtsratsmitglied des Arbeiterbauvereins in Darmstadt.

## Partei
Lauterbach trat in die CDU ein und war zeitweise stellvertretender Vorsitzender des CDU-Kreisverbandes Darmstadt-Stadt.

## Abgeordneter
Lauterbach war von 1964 bis 1968 sowie von 1972 bis 1989 Ratsmitglied der Stadt Darmstadt und dort seit 1972 Vorsitzender der CDU-Fraktion. Dem Hessischen Landtag gehörte er von 1974 bis zu seiner Mandatsniederlegung am 27. April 1987 an. Dabei wurde er bei den Landtagswahlen 1974, 1978 und 1982 im Wahlkreis Darmstadt-Stadt II und bei den Landtagswahlen 1983 und 1987 über die CDU-Landesliste gewählt. Hier war er von 1976 bis 1987 Kulturpolitischer Sprecher der CDU-Fraktion.

## Öffentliche Ämter
Lauterbach war von 1968 bis 1972 Ehrenamtlicher Stadtrat in Darmstadt. Von 1987 bis 1989 amtierte er als Staatssekretär im Kultusministerium in der von Ministerpräsident Walter Wallmann geführten Regierung des Landes Hessen. 1990/91 wirkte er als Beauftragter des hessischen Kultusministeriums für die Zusammenarbeit mit dem thüringischen Schulwesen.